# Watergraafsmeer
Watergraafsmeer (umgangssprachlich De Meer) ist ein vormaliger Stadtteil der Gemeinde Amsterdam. 1998 wurde er mit dem Stadtteil Oost zum Stadtteil Oost en Watergraafsmeer zusammengelegt. Seit 2010 ist Watergraafsmeer ein Ortsteil des Stadtbezirkes Amsterdam-Oost. Vor 1921 war Watergraafsmeer eine selbständige Gemeinde mit etwa 10.000 Einwohnern.
Der Stadtteil besteht größtenteils aus einem Polder. Zu Beginn des 17. Jahrhunderts entstand der Polder durch den Abschluss eines Sees. Der Name stammt von „Watergraftsmeer“ – Water = Wasser, graft = Gracht = Kanal, Meer = See.
Es ist die Stammgegend von Ajax Amsterdam, deren De Meer Stadion sich nach diesem Viertel benannte.
Außerdem befindet sich hier der ehemalige Rangierbahnhof Watergraafsmeer, heute ein Abstellbahnhof für Reisezüge.